# Ingarö

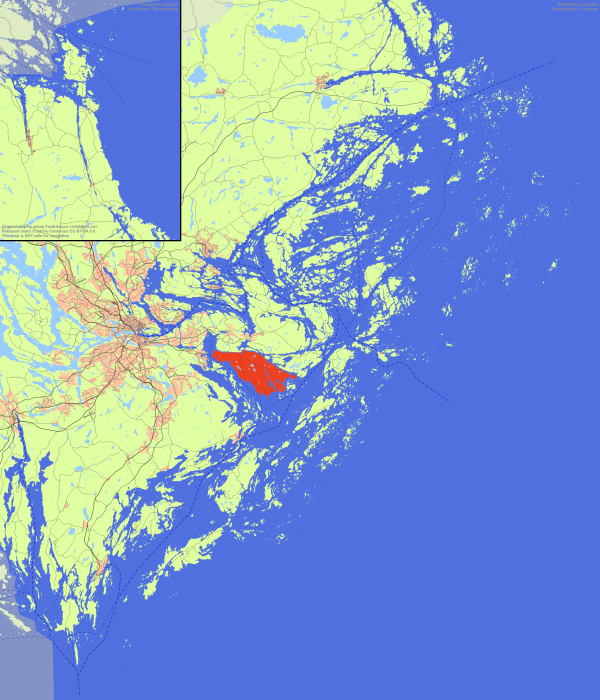
Ingarös läge i Stockholms skärgård.

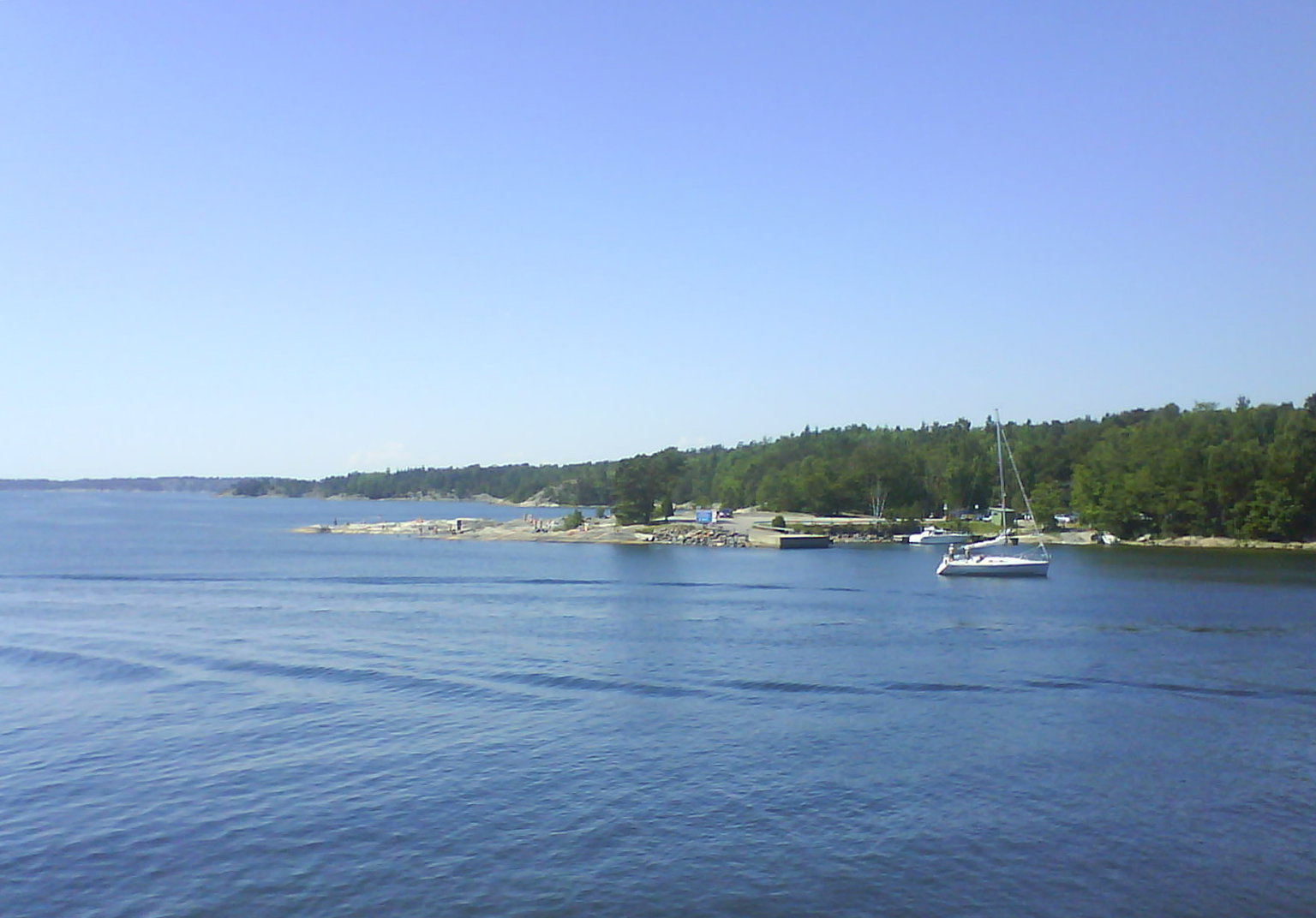
Björkvik på Ingarö.

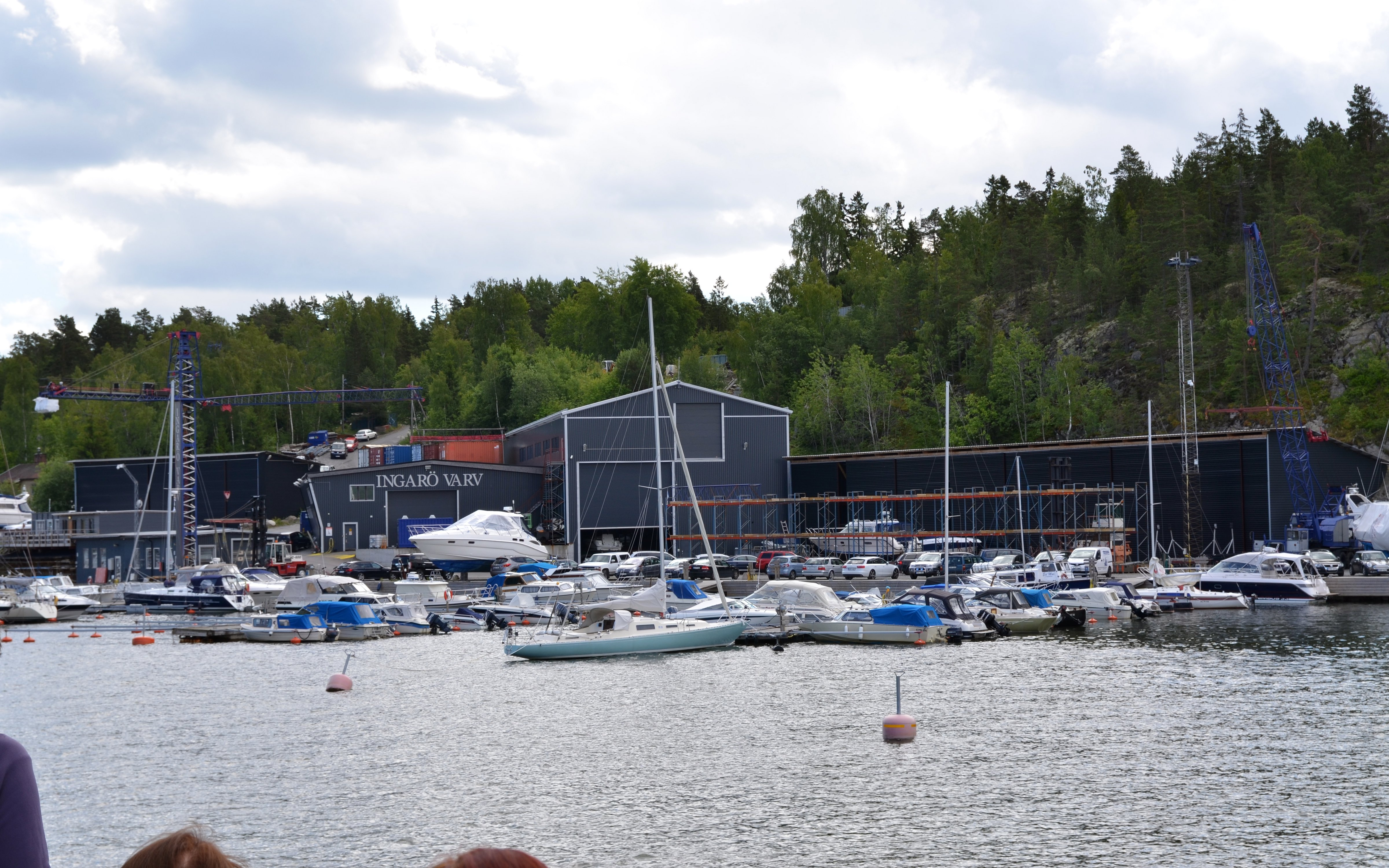
Ingarö varv på norra Ingarö.

Ingarö utgör den sydligaste delen av Värmdö kommun.

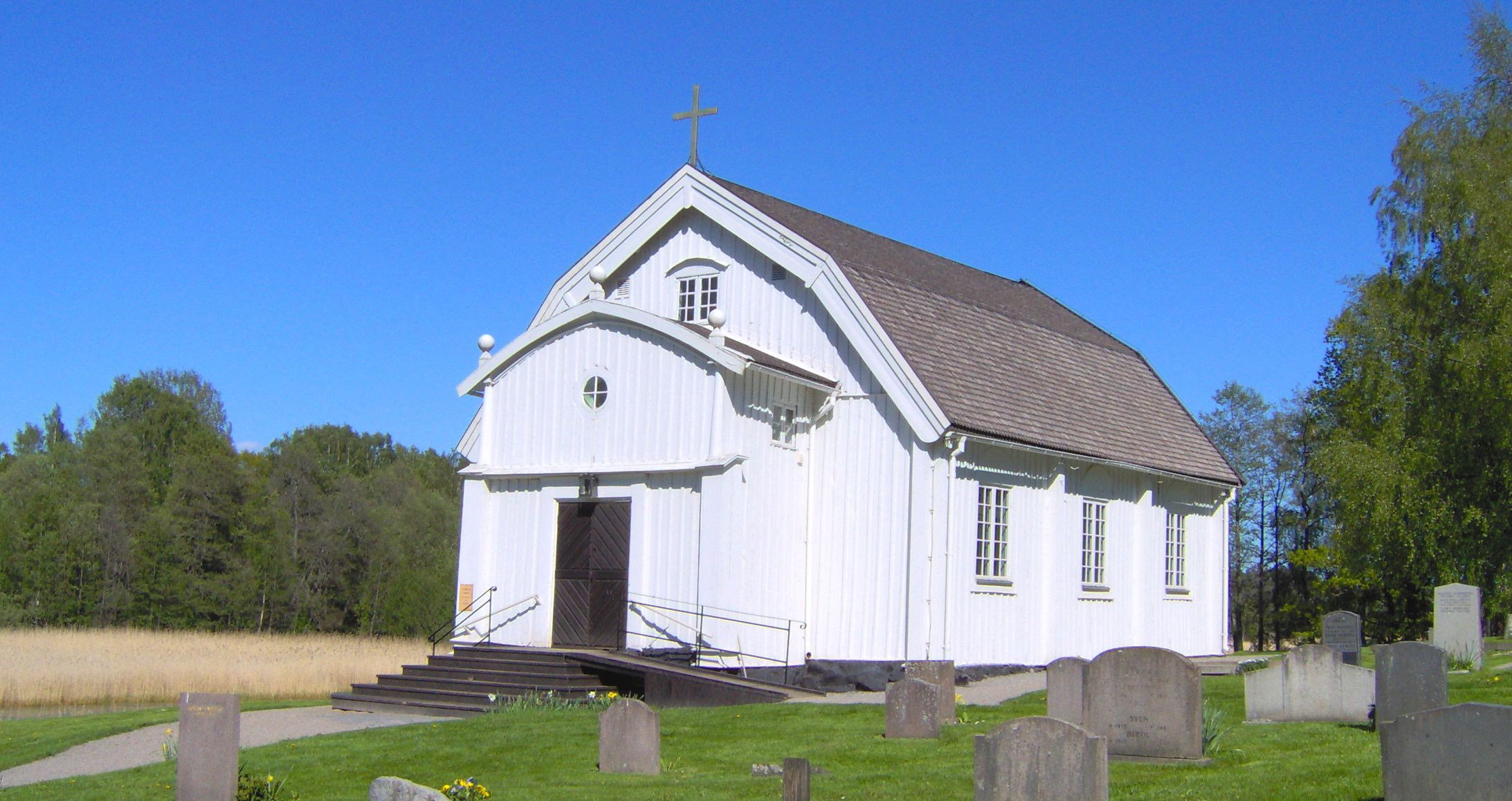
Ingarö kyrka.

Ingarö är en ö i Värmdö kommun i landskapet Uppland i Stockholms län.  Ön utgör huvuddelen av Ingarö socken. Ön är drygt 62 km² vilket gör den till Sveriges 18:e största. Ingarö har haft bofast befolkning sedan bronsåldern; på ön finns hällristningar. Under de senaste 100 åren har antalet fritidsboende ökat samtidigt som de bofasta under en period minskade i antal. Dock har det skett ett trendbrott i och med att allt fler fritidshus har byggts om till villor och att fler permanentbostäder har byggts. Detta kunde förklaras med att nuvarande vägar gör det möjligt att pendla till Stockholm. 1995 bodde cirka 3 500 bofasta på ön; 1999 hade detta ökat till ca 4 500, det vill säga en ökning med drygt 28% på fyra år. År 2012 var antalet invånare över 9 000. 
På Ingarö kyrkogård ligger Sveriges första flygare Carl Cederström begravd, även kallad ”Calle flygare” av lokalbefolkningen. ”Calle flygare” har också två vägar i Brunn uppkallade efter sig (Calle flygares väg och Baron Cederströms väg).
På ön finns en golfbana (36 hål) samt en idrottsförening, Ingarö IF, som på 70-talet var en följetong i tv-programmet Sveriges magasin där det utsågs till Sveriges sämsta hockeylag. Vid Återvallssjön ligger Sveriges första nudistbad.
Delar av filmen Sunes sommar från 1993 spelades in på Ingarö, bland annat scener från campingplatsen och tennisplanen. Delar av filmen The Girl with the Dragon Tattoo från 2011, med Daniel Craig i huvudrollen, spelades in vid Björkvik på Ingarö.
Varje år i juni går Paradisloppet av stapeln på Ingarö. En bana på 10 kilometer runt Ingarö. Loppet grundades av Axel ”Acke” Sundebrandt som kom på namnet under en löprunda med en av sina kunder från Spanien.

## TätorterenligtSCBår 2010 (2005 inom parentes)
- Brunn, 950 (957) bofasta invånare.
- Björnömalmen och Klacknäset, 624 (568) invånare
- Fågelvikshöjden, 1043 (1015) bofasta invånare.
- Hedvigsberg, 282 (ny tätort) invånare
- Ingaröstrand, 286 (290) bofasta invånare.
- Lugnet och Skälsmara (benämnd Skälsmara 2005), 625 (555) bofasta invånare.
- Långvik, 559 (540) bofasta invånare.
- Återvall, 206 (205) bofasta invånare.

## Småorter(enligtSCBår 2005)
- Mörtviken, 67 bofasta invånare.
- Lillängsdal, 70 bofasta invånare.
- Enkärret, 126 bofasta invånare.
- Grönskan, Vedhamn och Baldersnäs, 228 bofasta invånare.
- Fagerholm, Abborrsjön och Johannesdal, 416 bofasta invånare.
- Fågelvik och Nykvarn, 140 bofasta invånare.

Observera att orter med fler än 200 invånare vanligtvis definieras som tätort, men att sådana orter räknas som småorter om andelen fritidsfastigheter överstiger 50%.

## Busslinjer
Fyra busslinjer finns till och från Ingarö.
- 428 Slussen – Björkviks brygga (via Brunn, Mörtviken, Idalen, Stora Sand)
- 429 Slussen – Idalen (via Brunn, Återvall, Långvik, Björkviks brygga (endast sommartid), Stora Sand)
- 430 Slussen – Eknäs brygga (via Brunn, Fågelvik, Återvall, Skälsmara)
- 467 Gustavsbergs centrum – Brunn

## Sjöar
- Fiskmyran
- Svartträsket
- Kullaträsket
- Återvallsträsk
- Björnträsk
- Vidsjön
- Potten
- Långviksträsket
- Dyn
- Lugneträsk
- Kvarnträsket
- Kvarnträsket
- Sarvträsket
- Långträsket
- Skenoraträsket
- Igelträsket